# Biserica de lemn din Fântâna Domnească

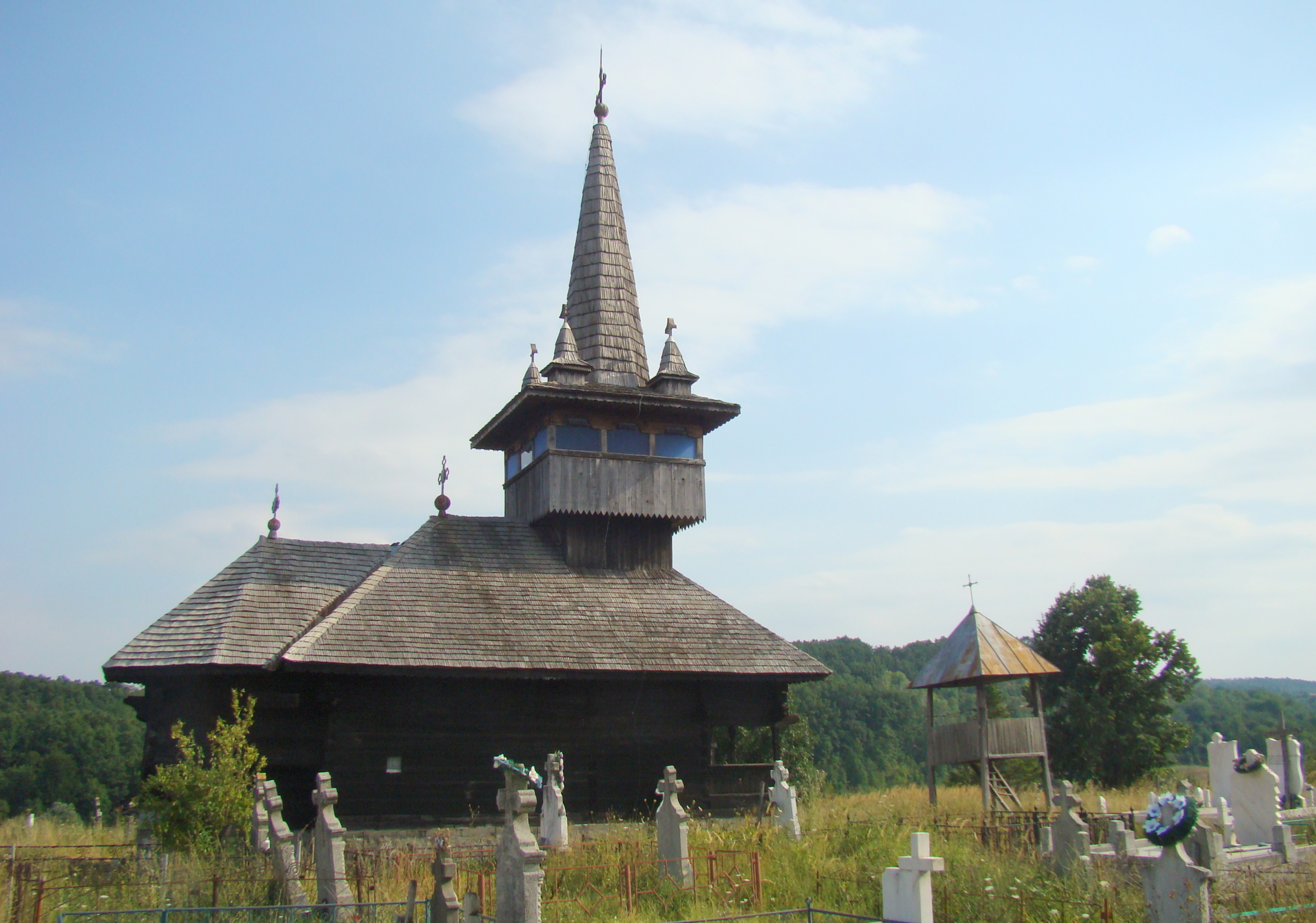
Biserica de lemn „Sfântul Calinic” din Fântâna Domnească, județul Mehedinți, foto: august 2015.

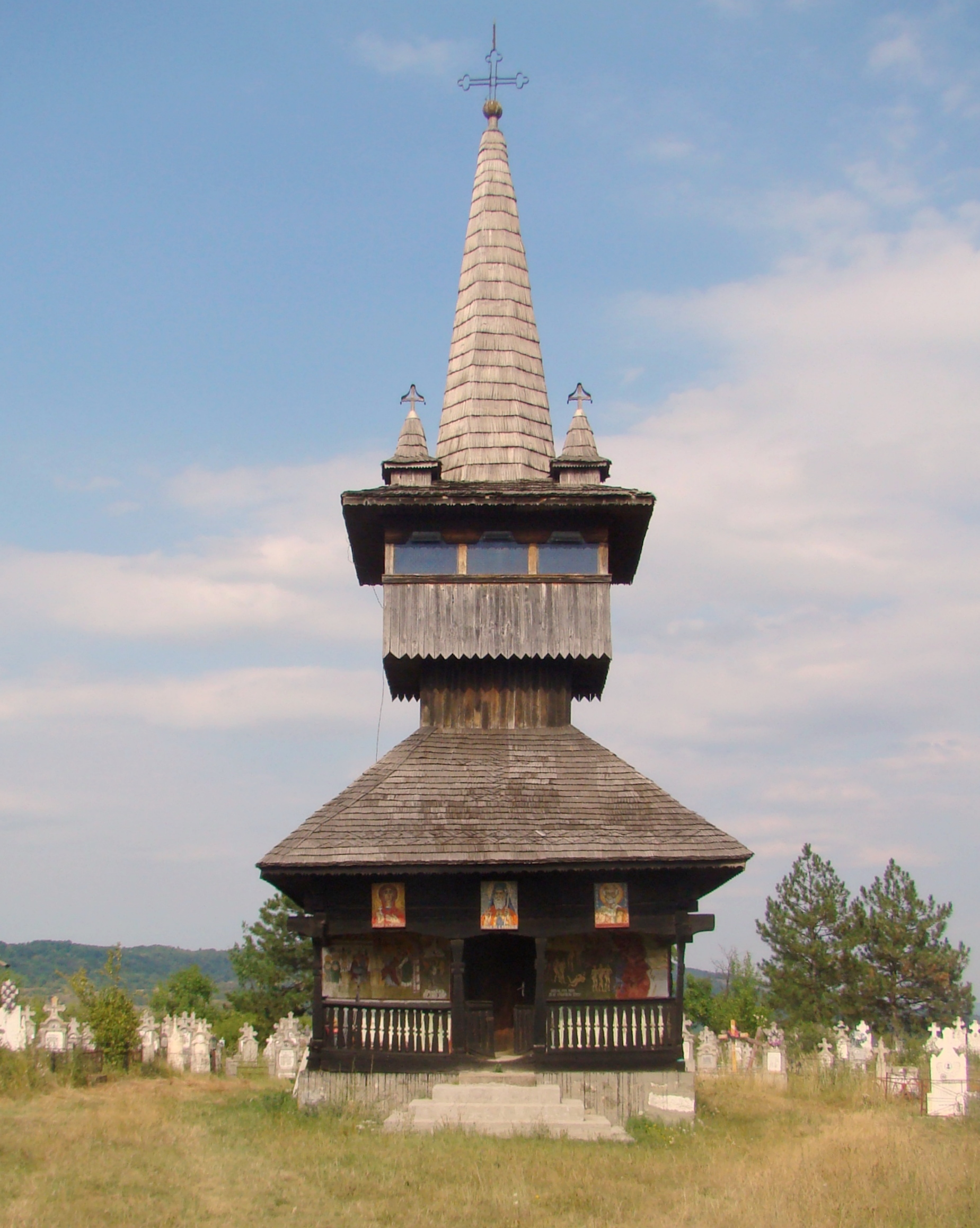
Biserica (vest)

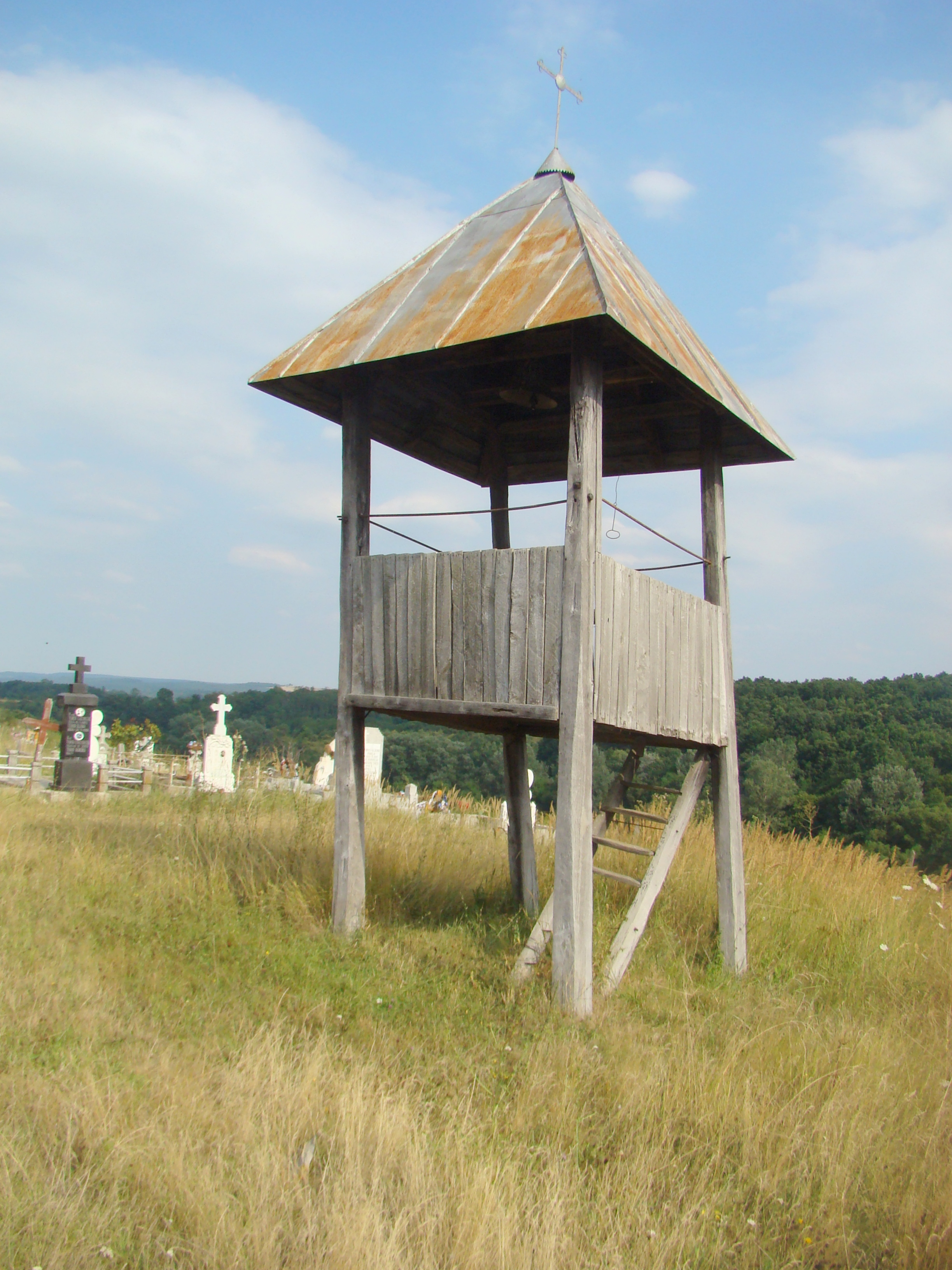
Clopotniţa

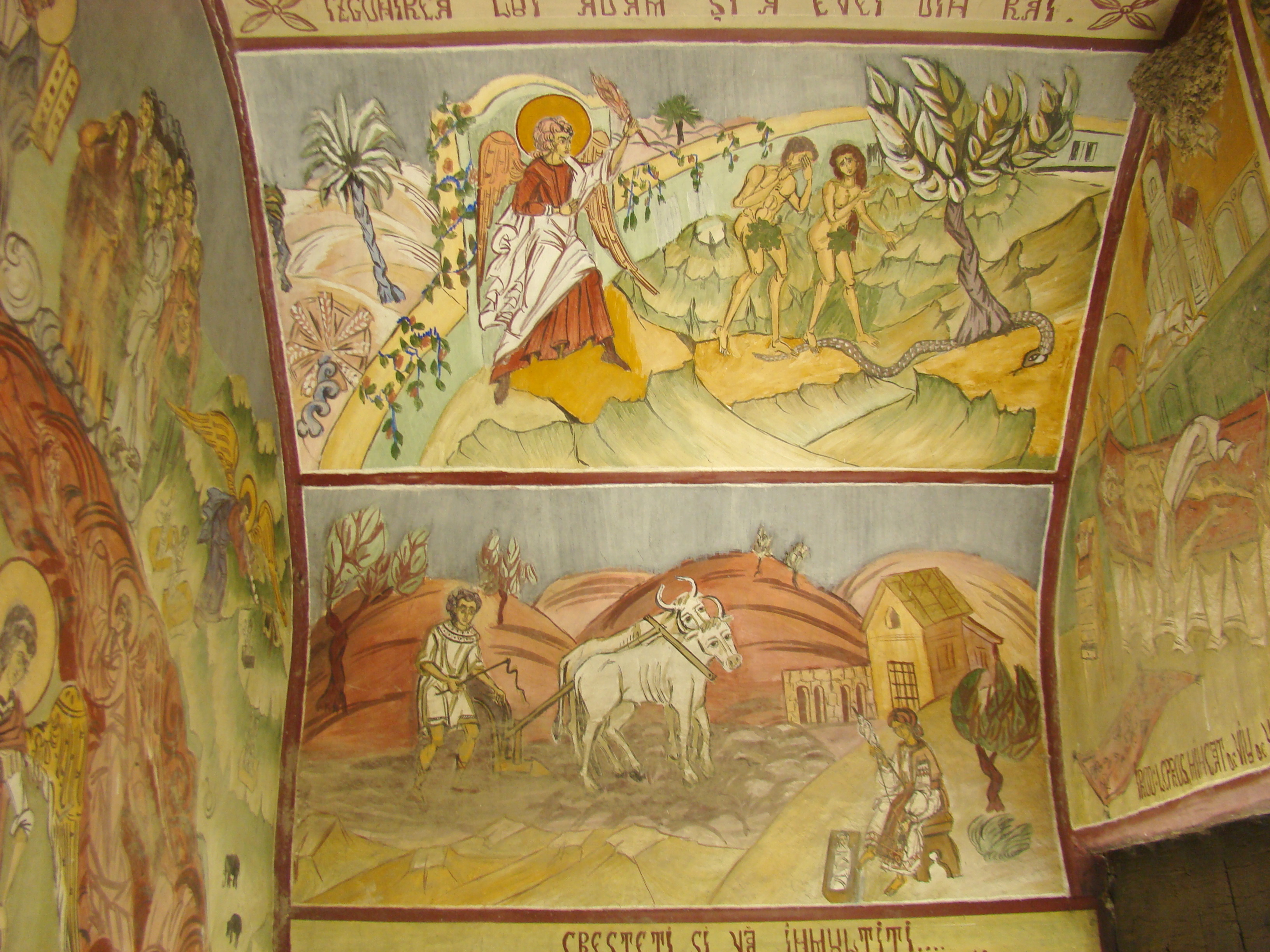
Pictura exterioară

Biserica de lemn din Fântâna Domnească, comuna Prunișor, județul Mehedinți, a fost construită la sfârșitul secolului XVIII . Are hramul „Sfântul Calinic”. Biserica se află pe noua listă a monumentelor istorice sub codul LMI:  MH-II-m-B-10325.

## Istoric și trăsături
Se crede că biserica a fost inițial ridicată în localitatea Văgiulești, din județul Gorj, în anul 1785, pe spezele stolnicului Constantin Strâmbeanu. Există și o altă variantă, cea a aducerii ei din Maramureș, mai puțin probabilă, inspirată probabil de arhitectura atipică pentru bisericile de lemn din Oltenia: turn înalt, cu galerie închisă, flancat de patru turnulețe, fleșă ascuțită. În anul 1889, la inițiativa printesei Zoe Brâncoveanu, a fost reparată și repictată. În anul 1910 a fost mutată de prințul Anton Bibescu pe moșia sa din Corcova. În 1948, după naționalizarea conacului și moșiei prințului, biserica a fost folosită ca depozit al I.A.S.-lui din localitate, iar apoi ca și grajd pentru vite. Biserica a fost salvată de la ruinare de avocatul Constantin V. Robescu, juristul I.A.S.ului din Corcova, care, în 1969, în plin regim comunist, a primit aprobarea Departamentului Cultelor de a folosi materialul lemnos recuperabil și de a reclădi biserica în satul său, Fântâna Domnească. Lucrările de reconstrucție, terminate în 1977,  au fost realizate de meșteri lemnari din zonă: Gheorghe Rădoi din Fântâna Domnească, Iosif Dăescu și Ion Ciucă din satul vecin Mijarca. Acoperișul din șindrilă a fost realizat de un meșter din Munții Apuseni. În prezent, cum în Fântâna Domnească mai există un lăcaș de cult,  biserica este folosită ca și capelă funerară în cimitirul din marginea de est a localității. Biserica a fost resfințită în data de 19 octombrie 2008 de Episcopul Severinului și Strehaiei. 

## Galerie de imagini

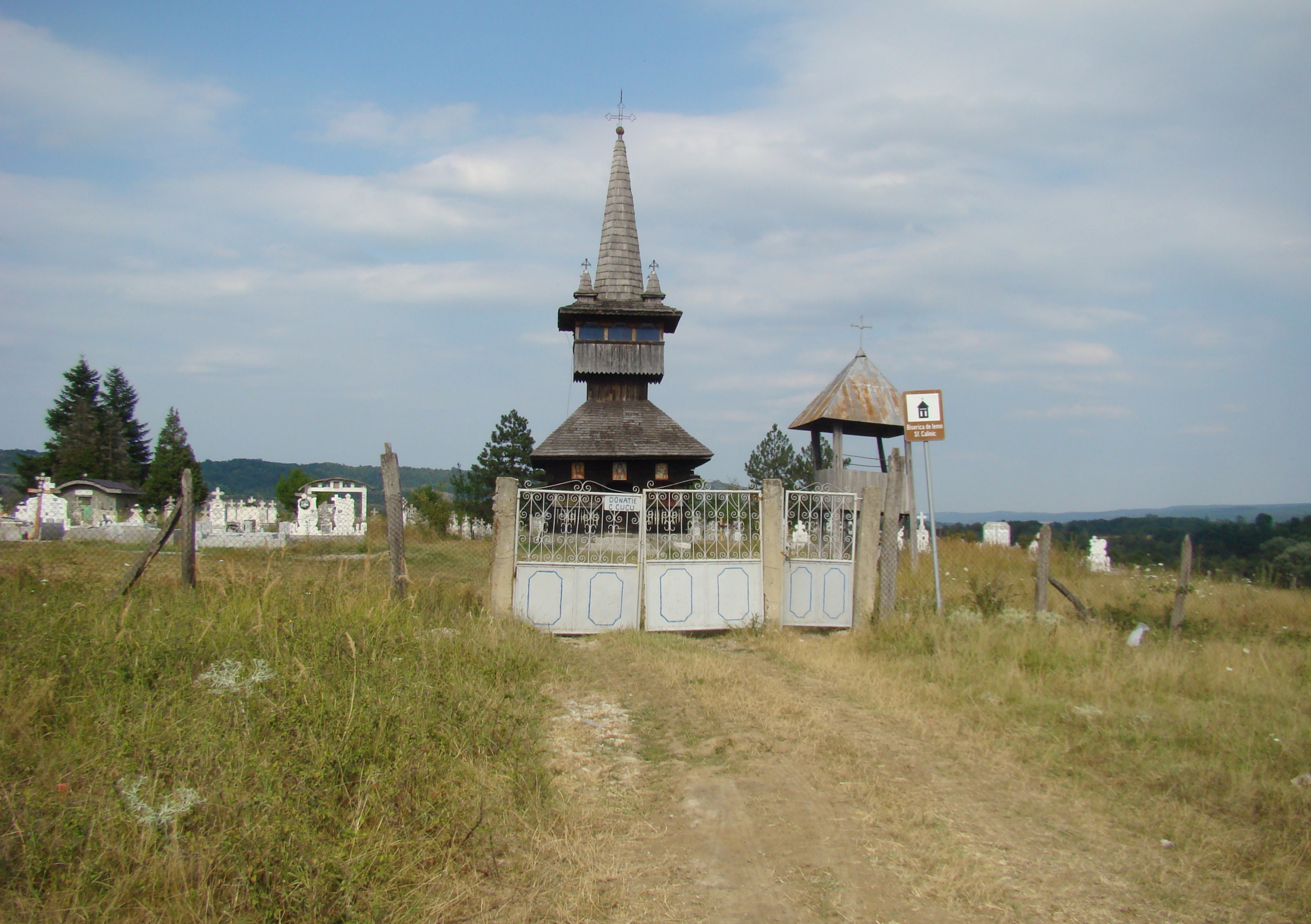
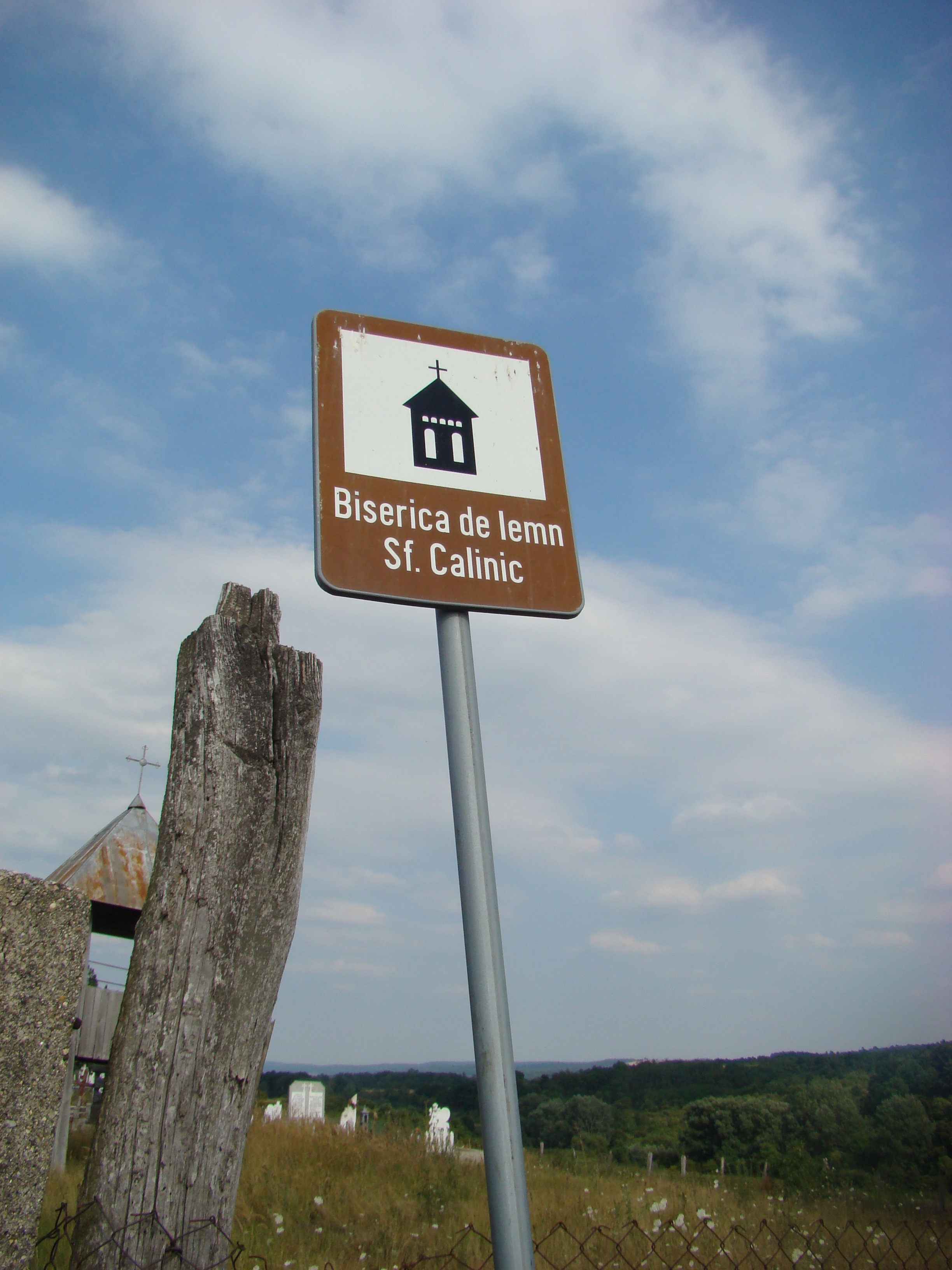
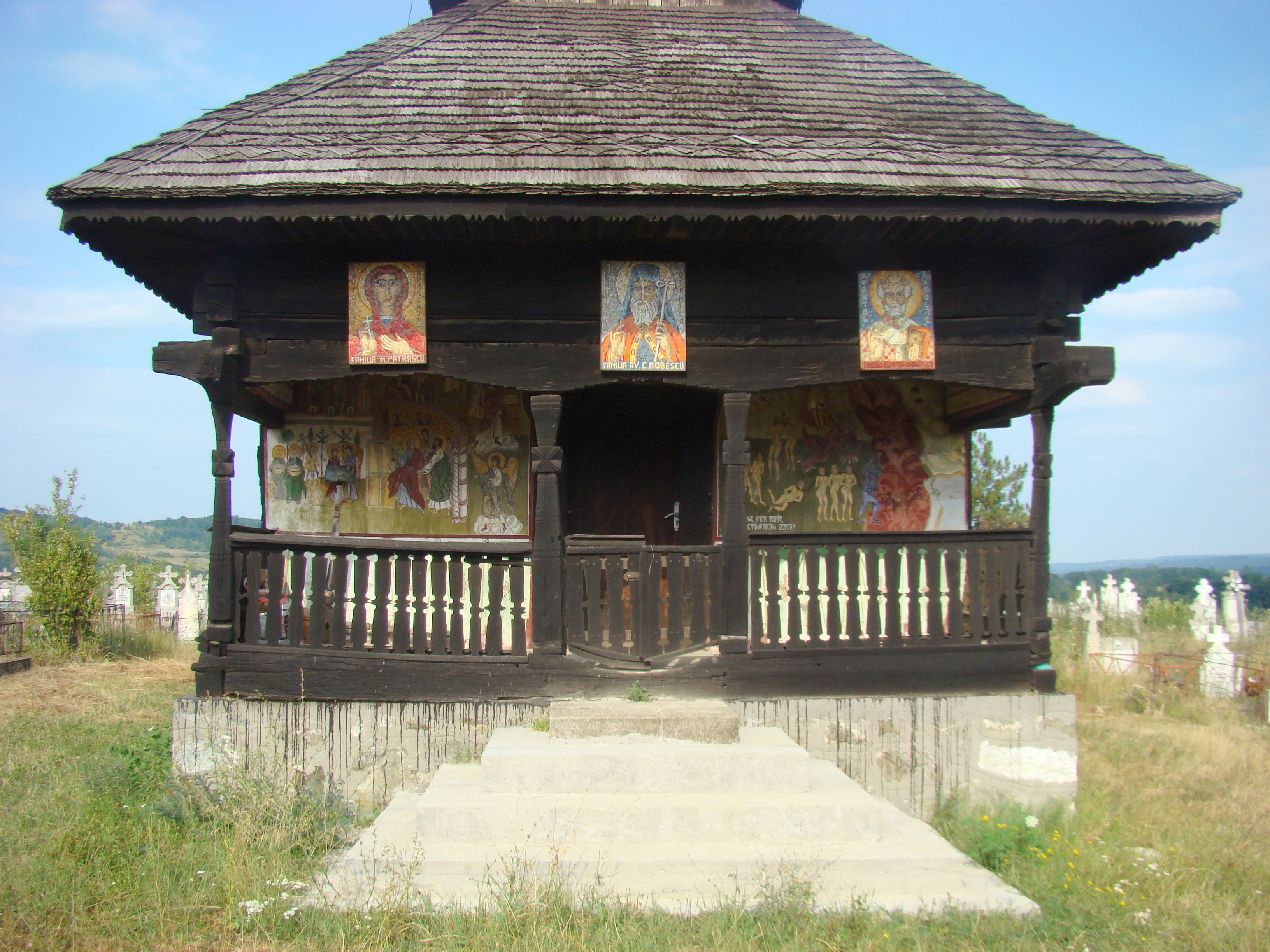
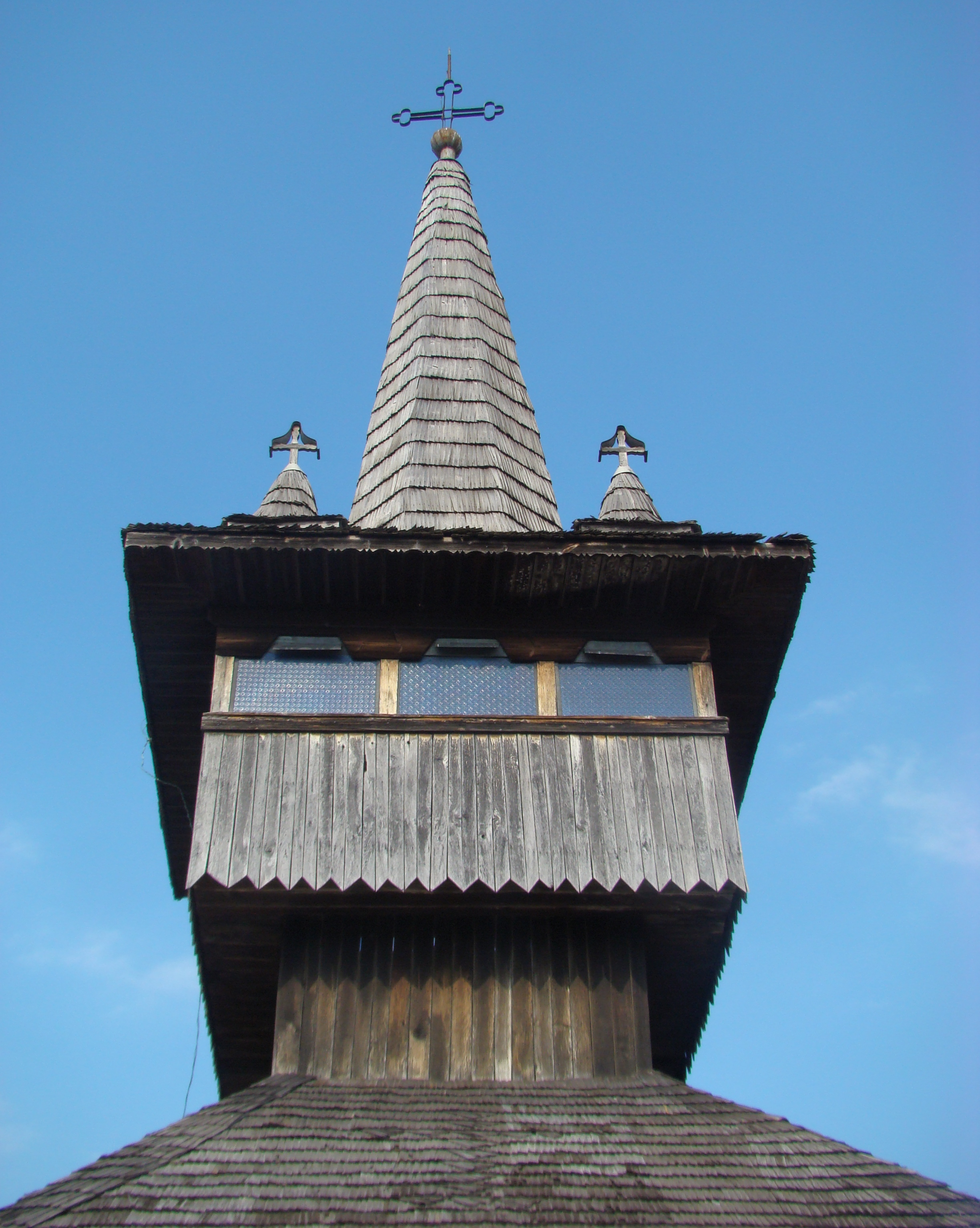
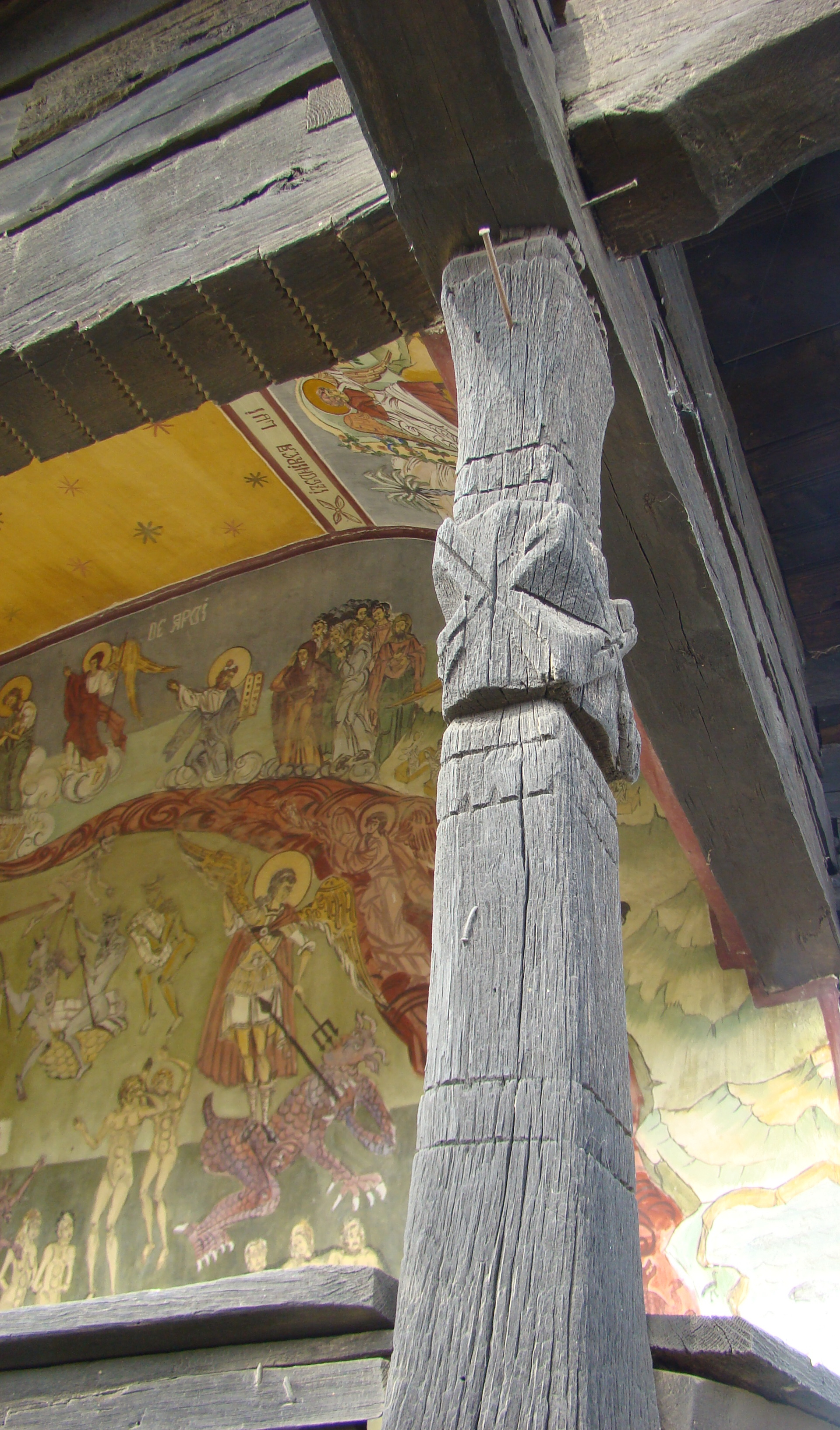
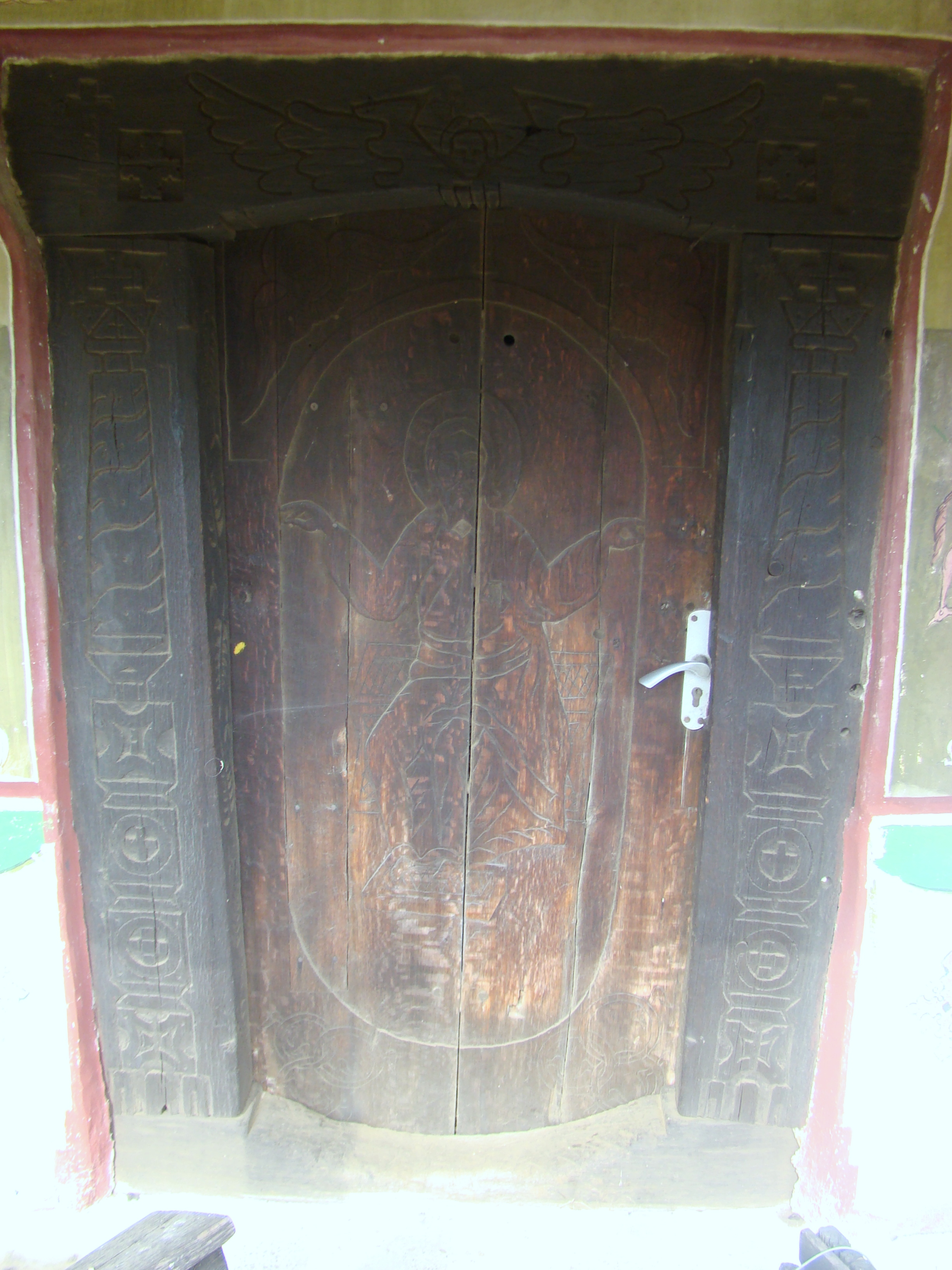
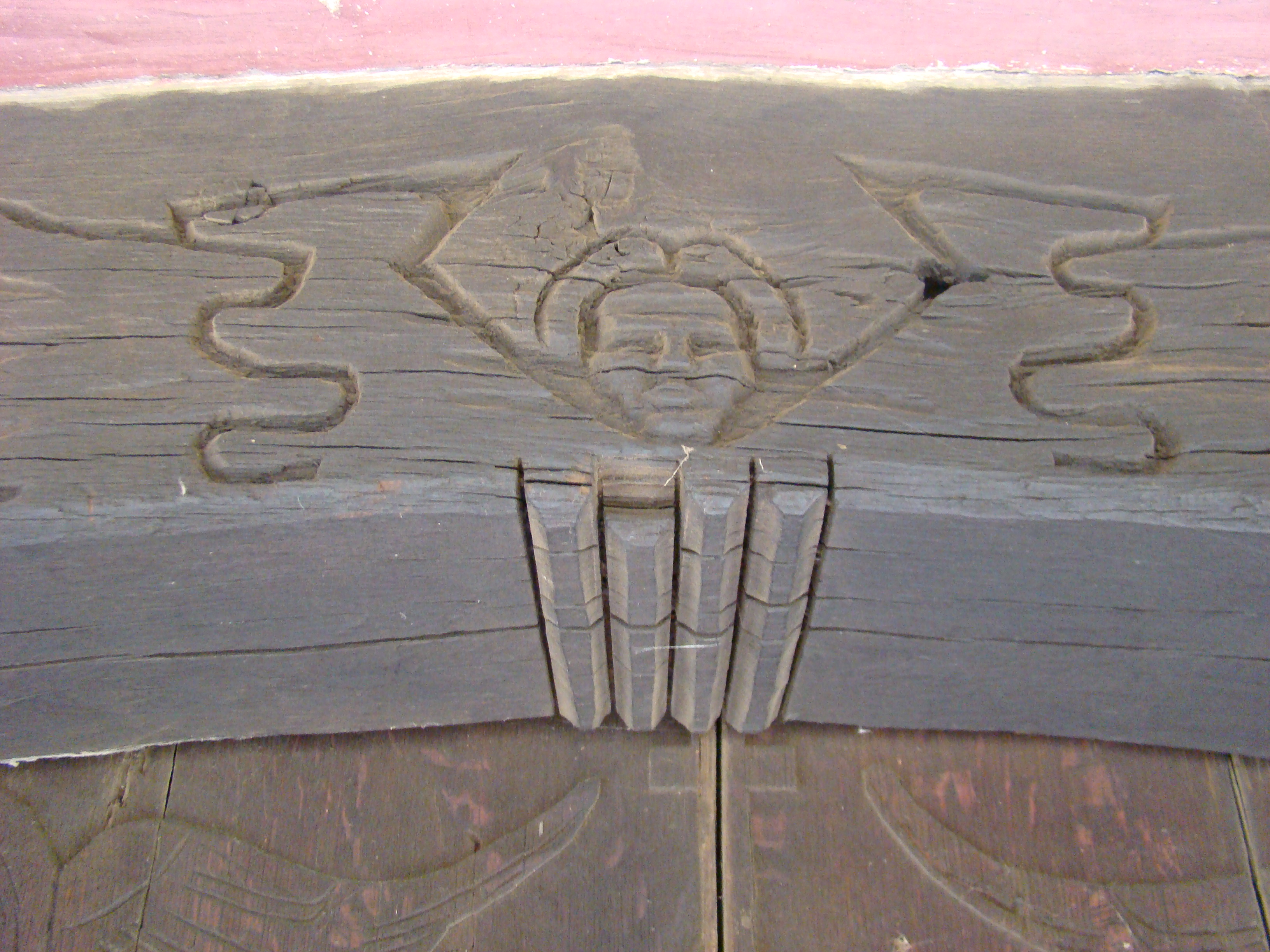
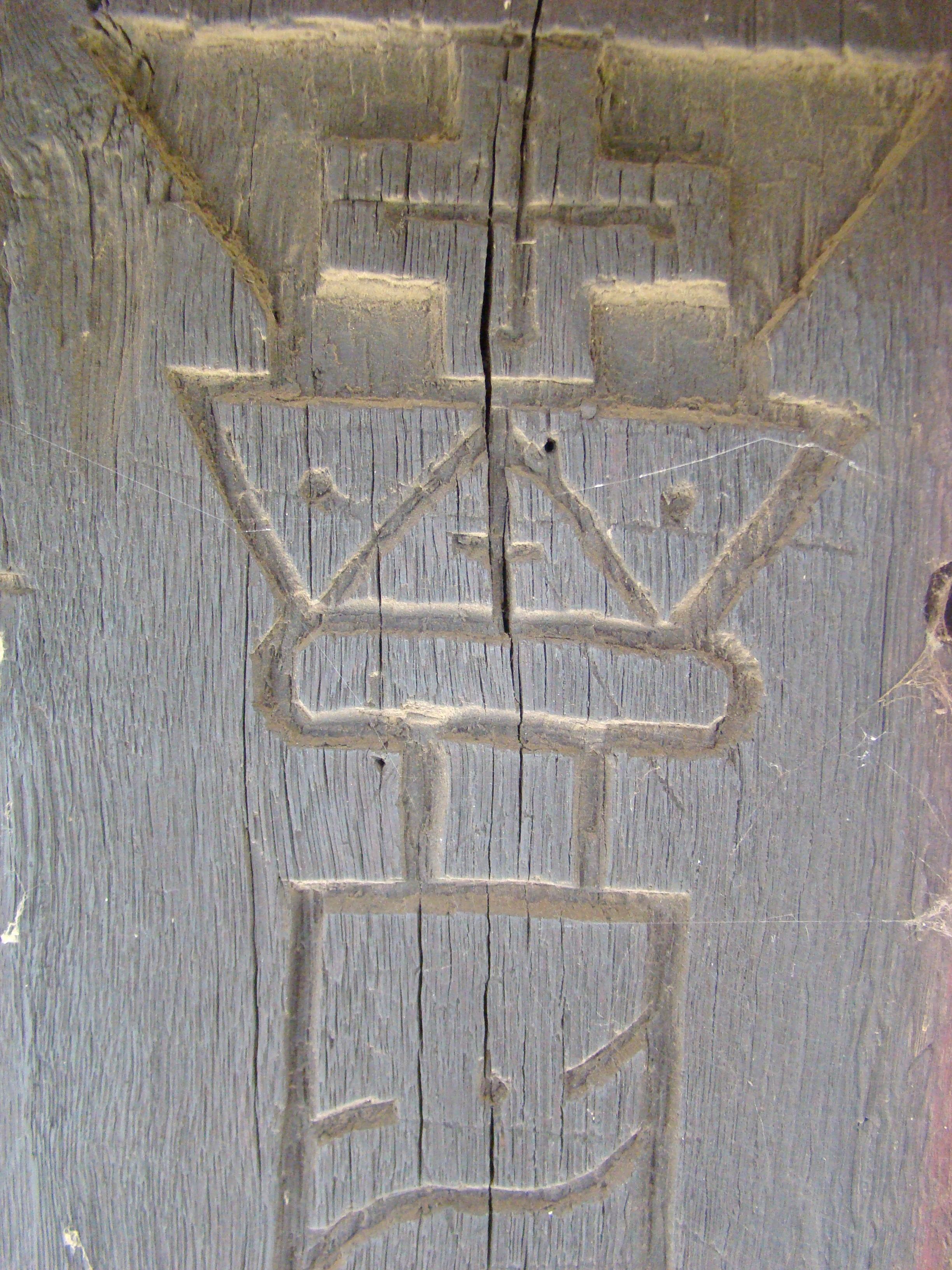
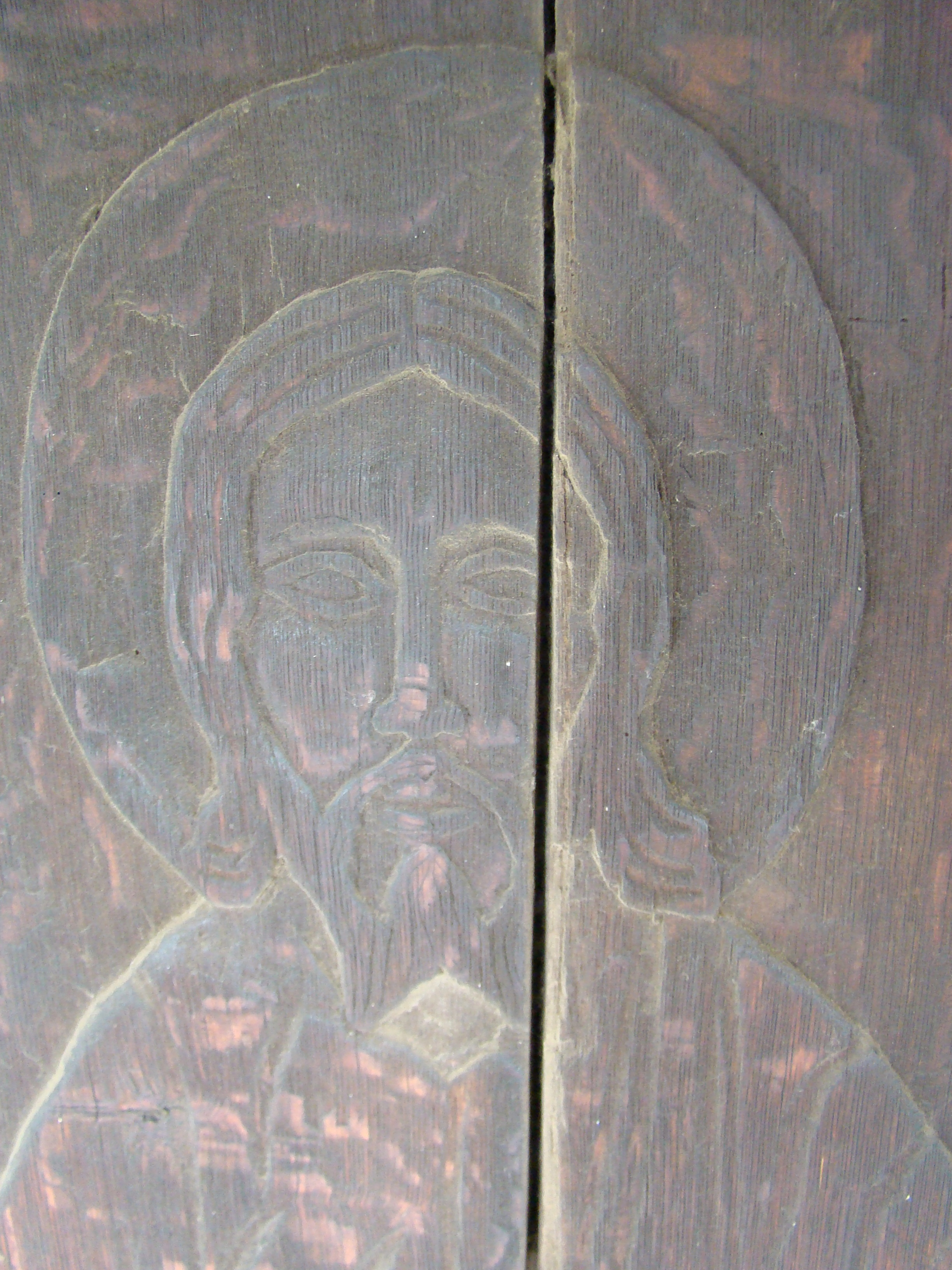
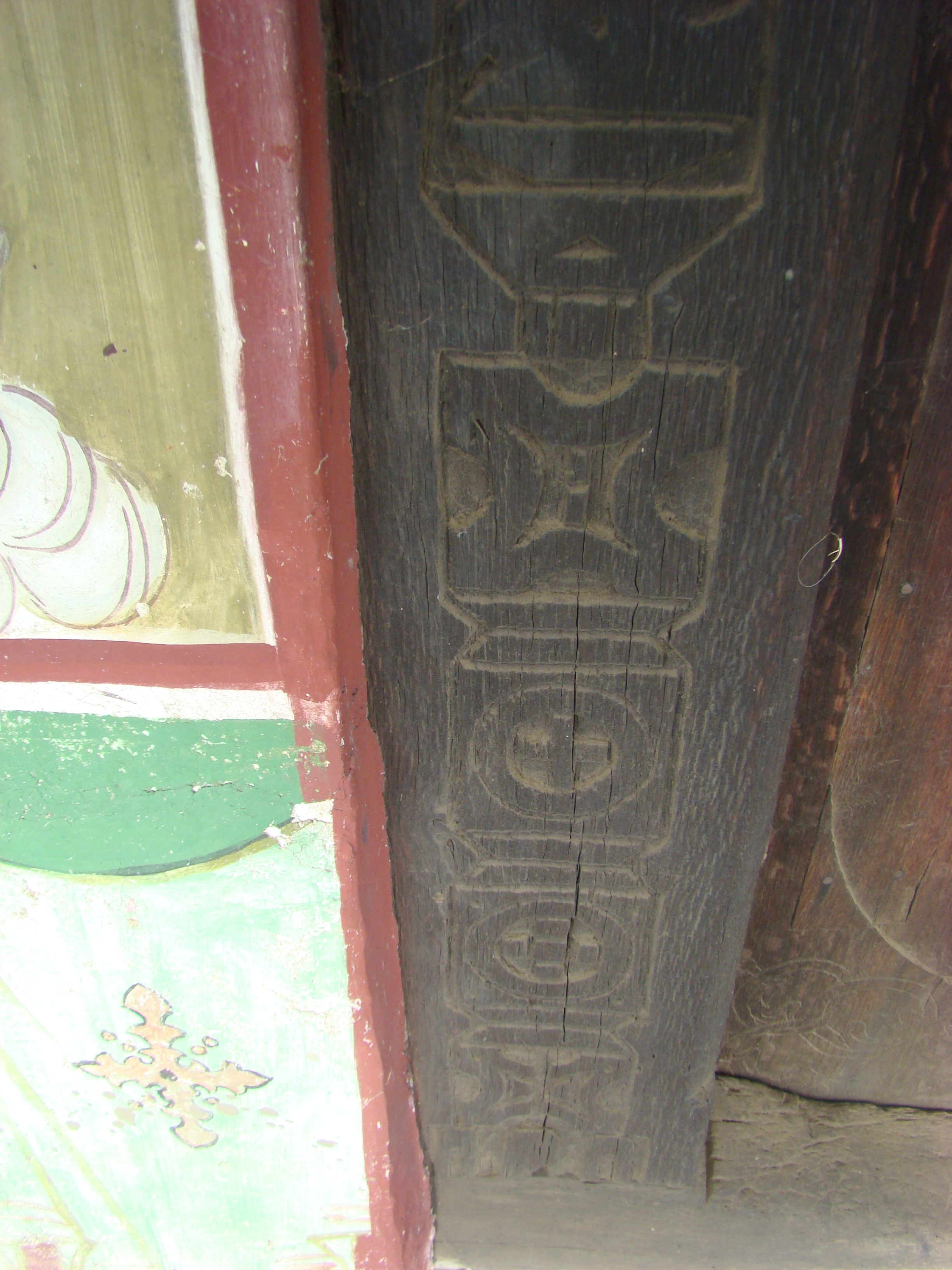
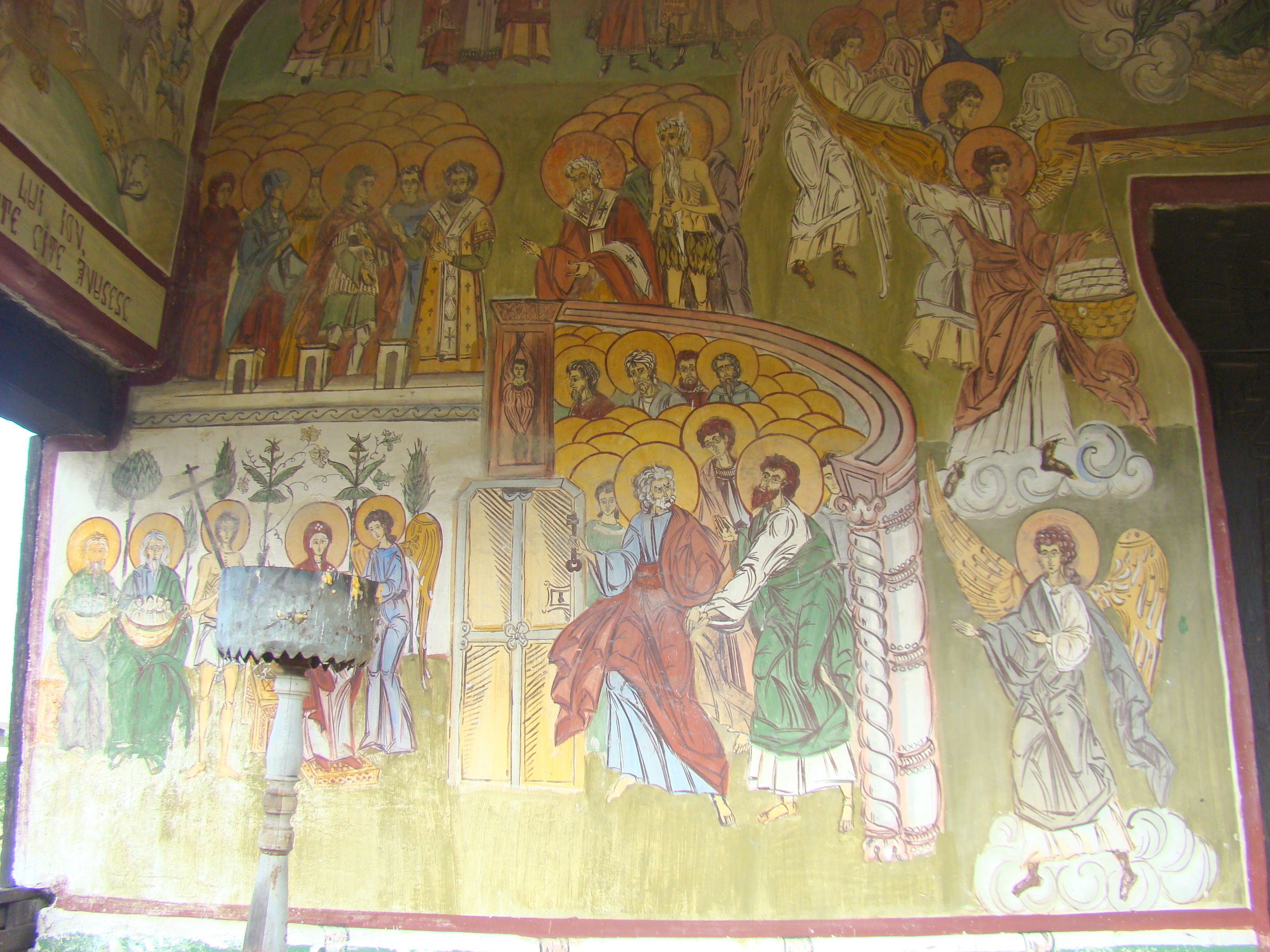
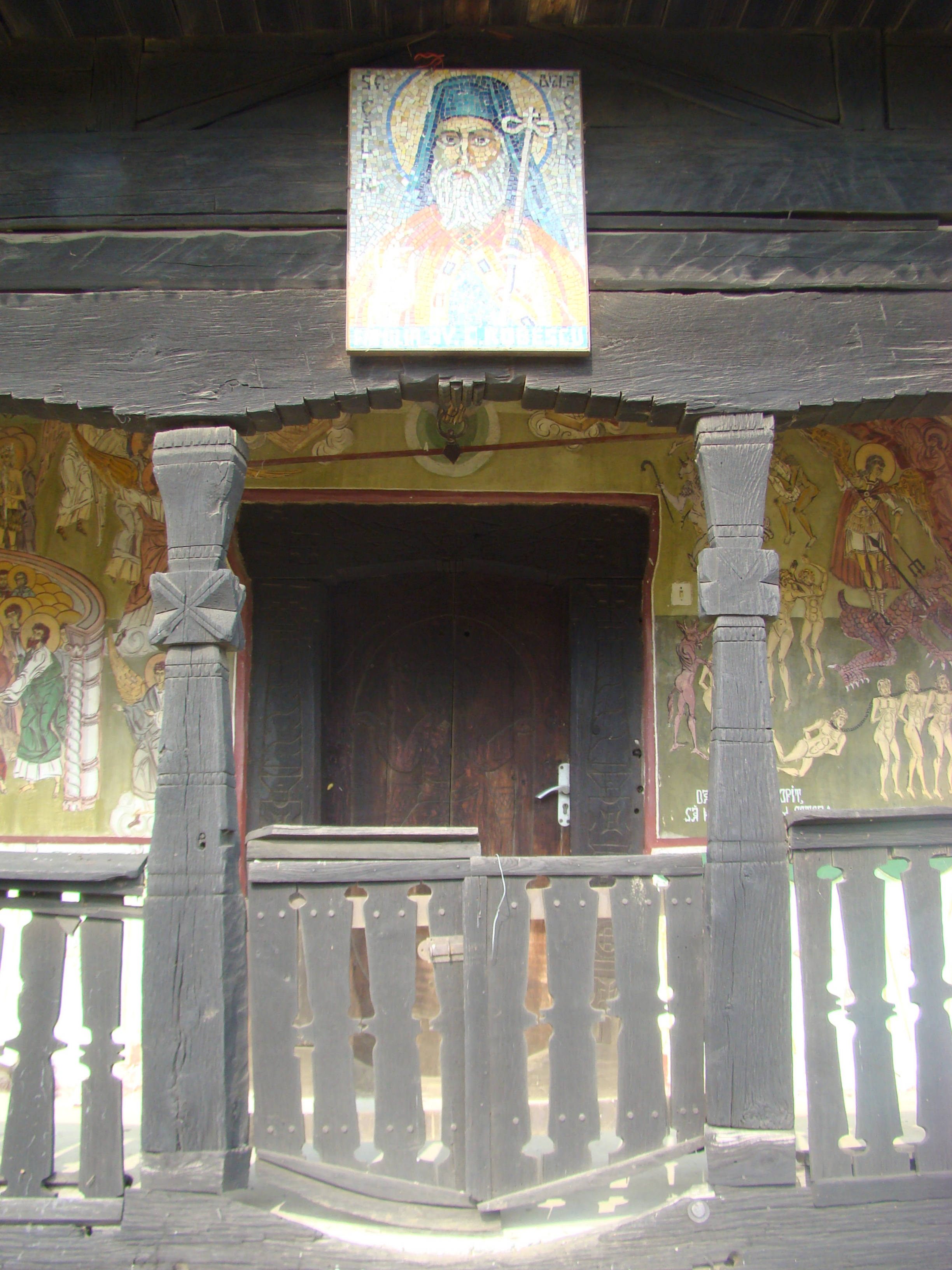
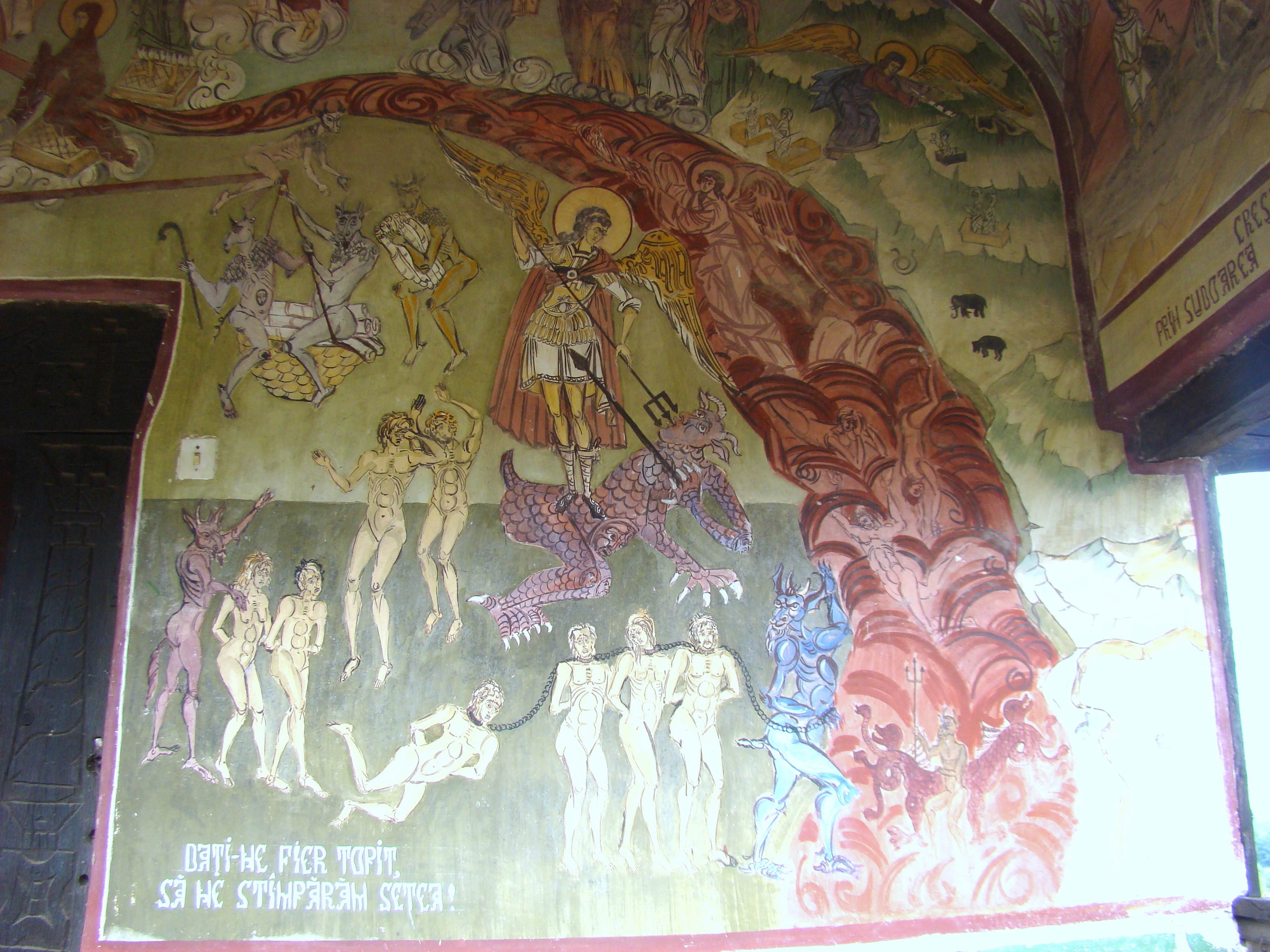
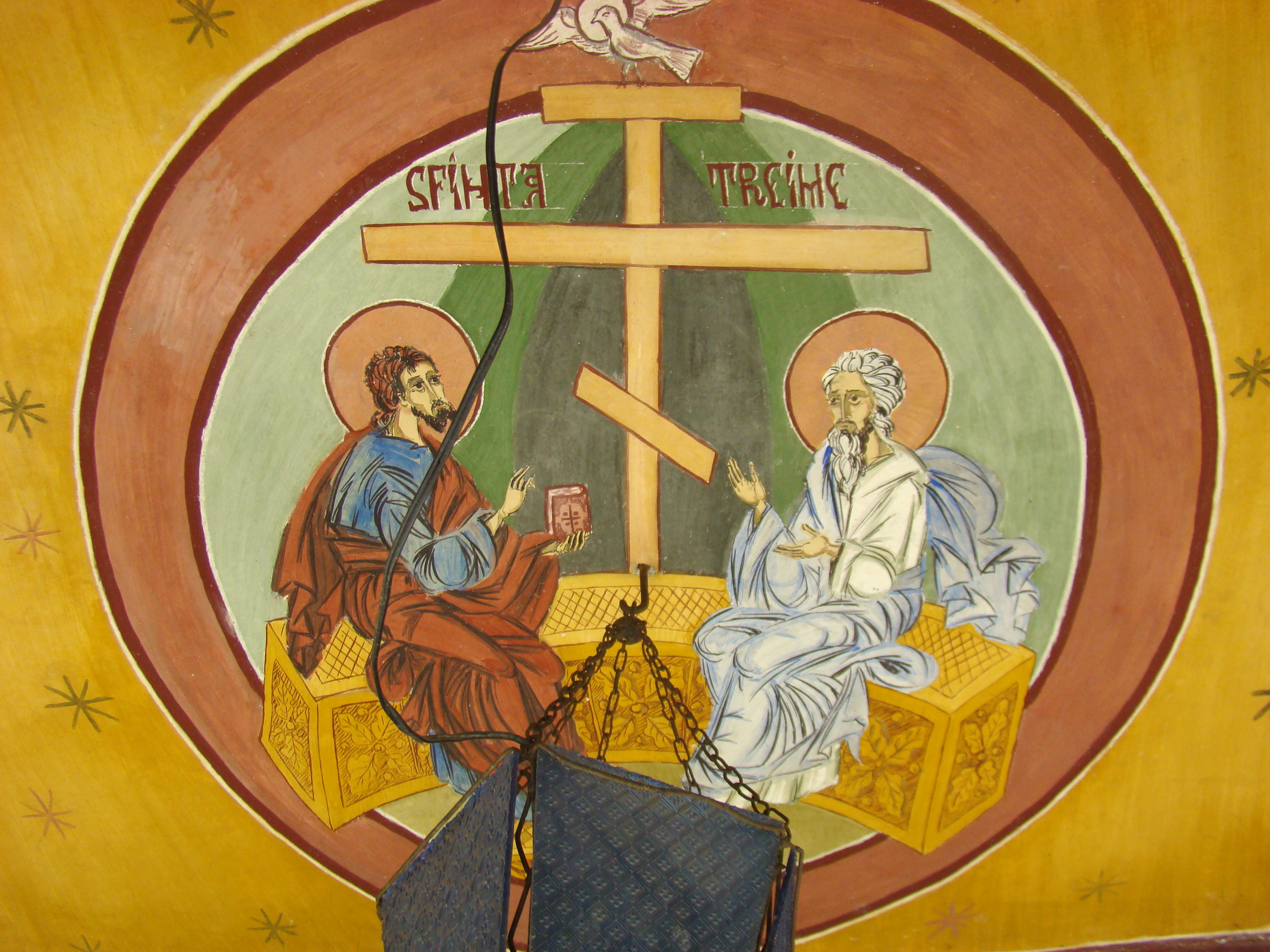
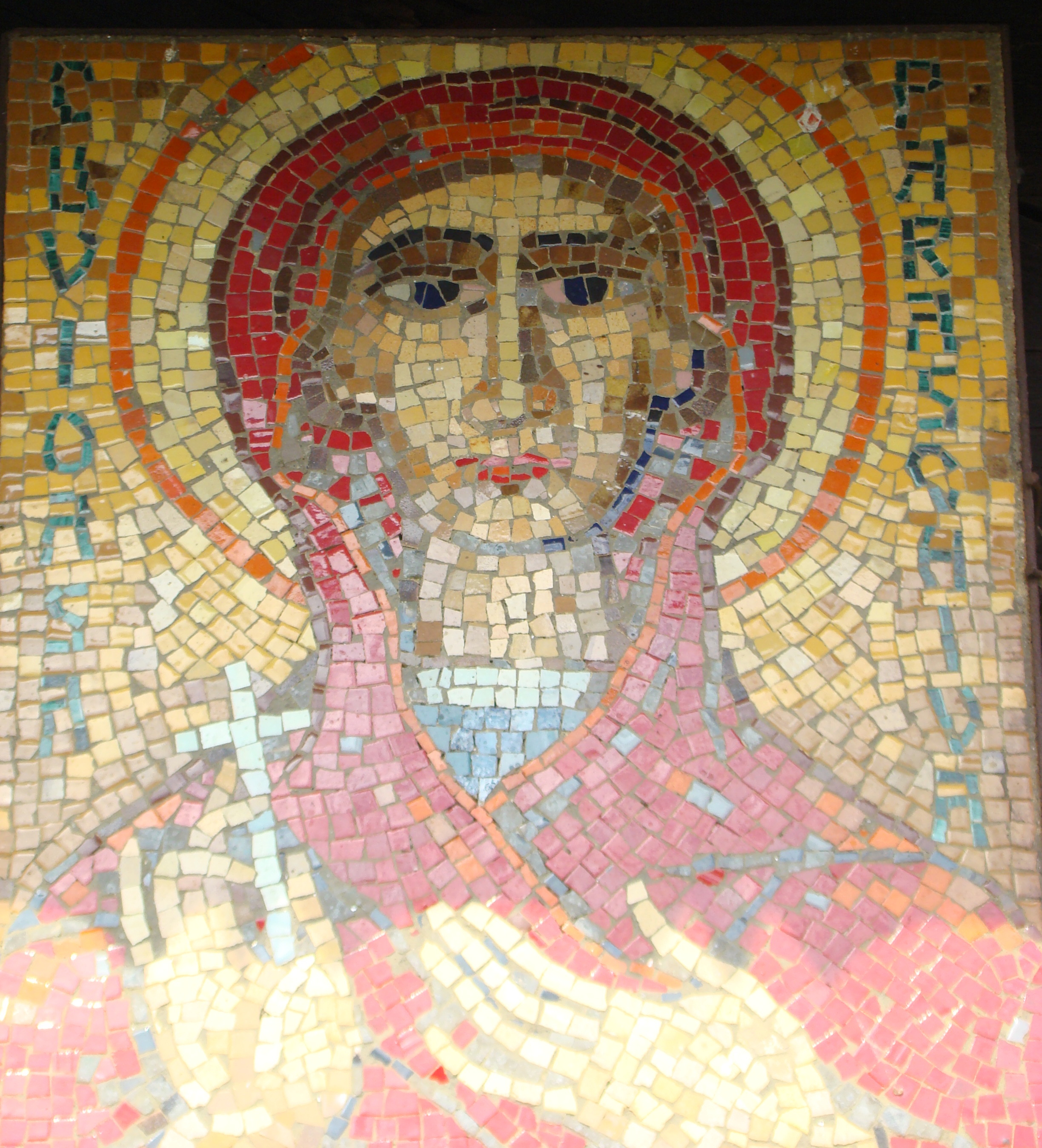
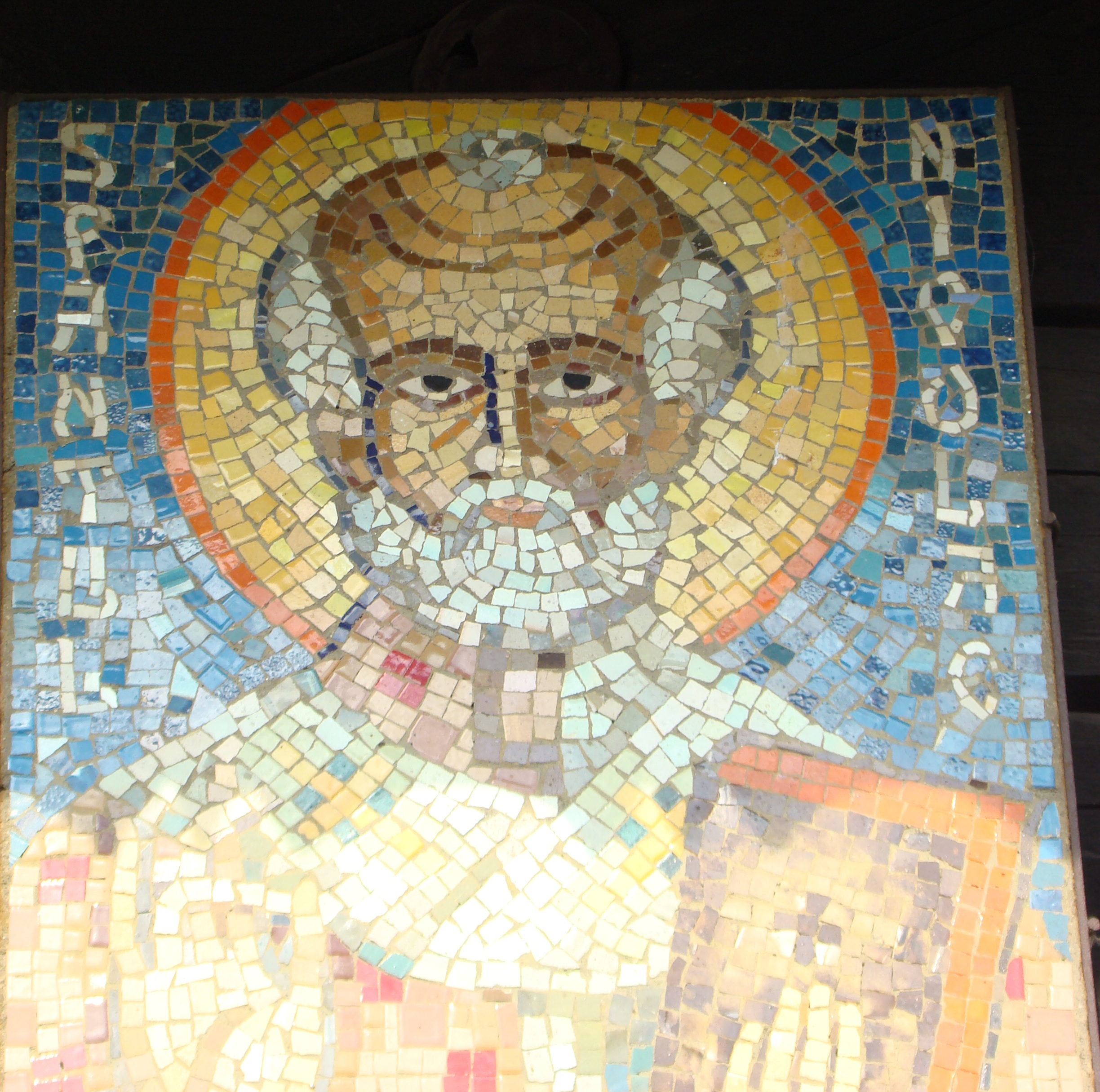
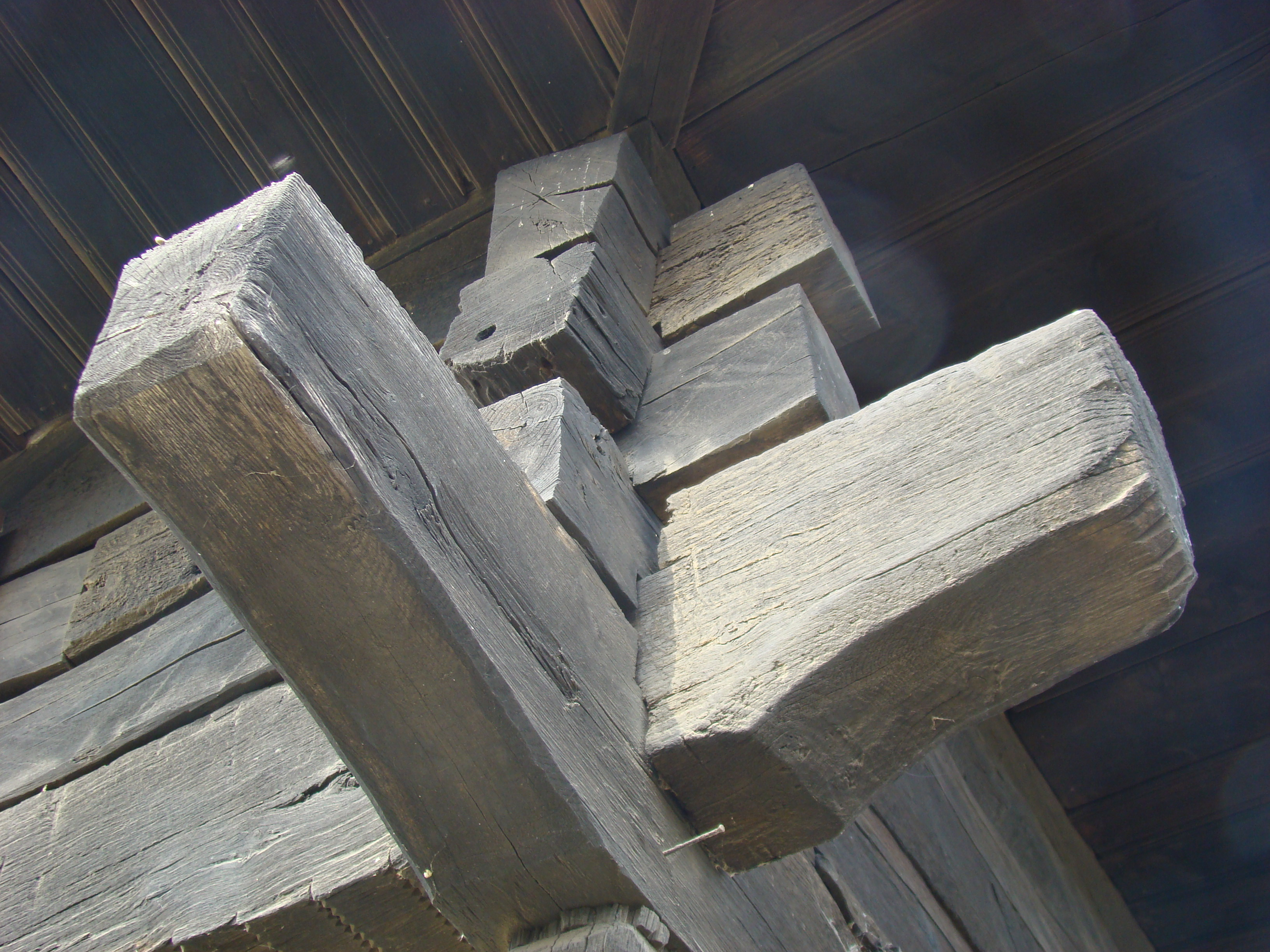
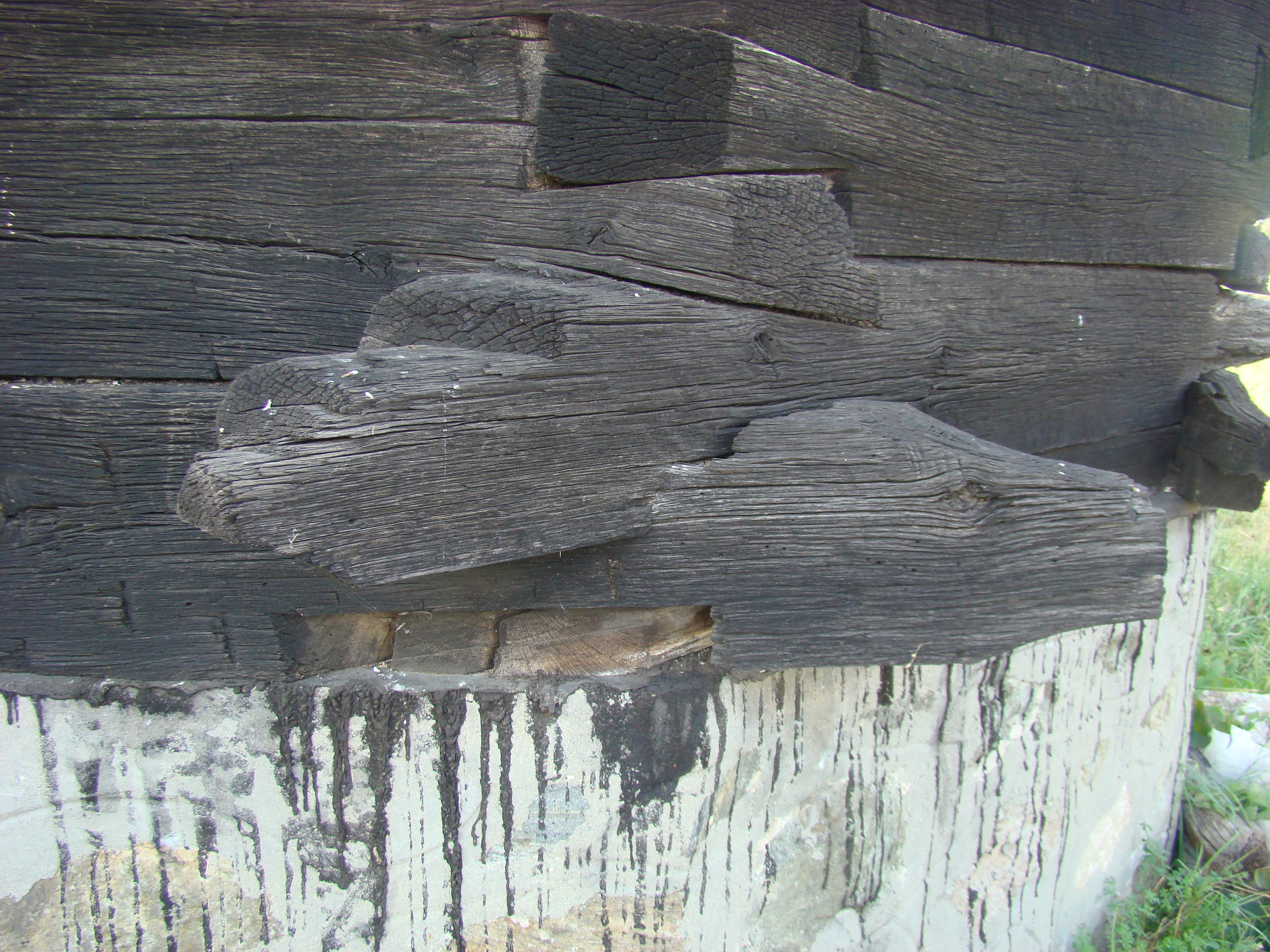
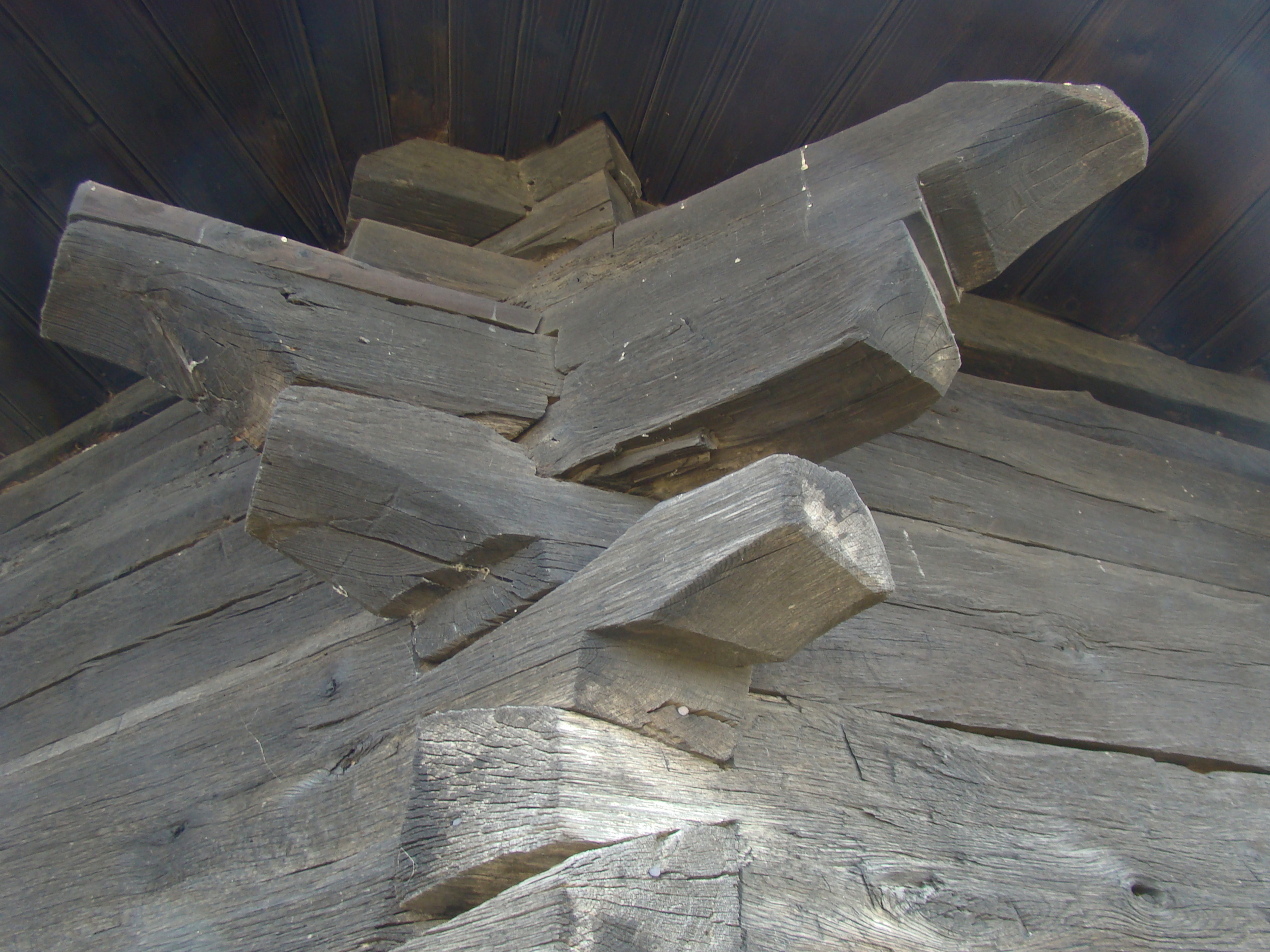
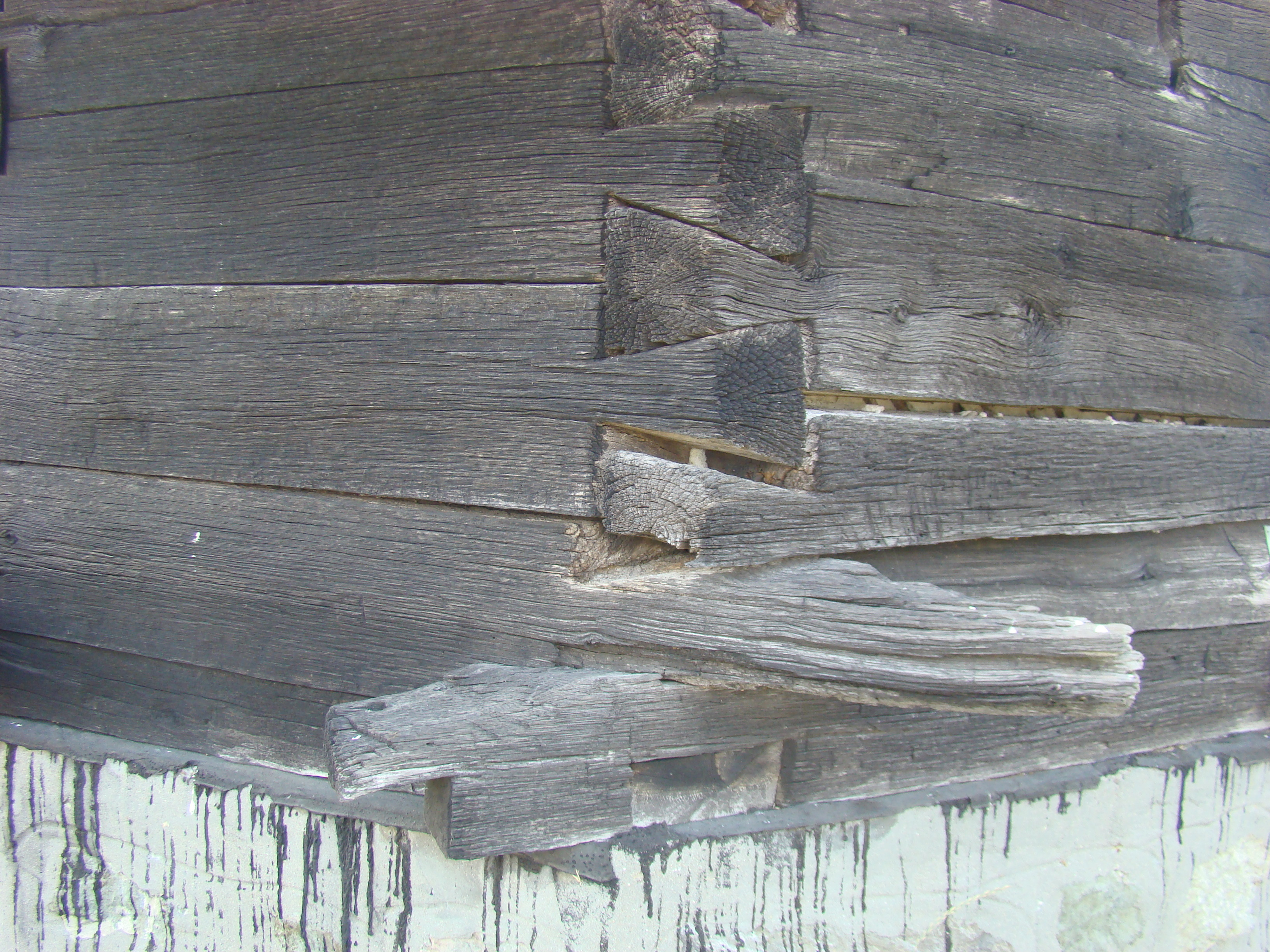
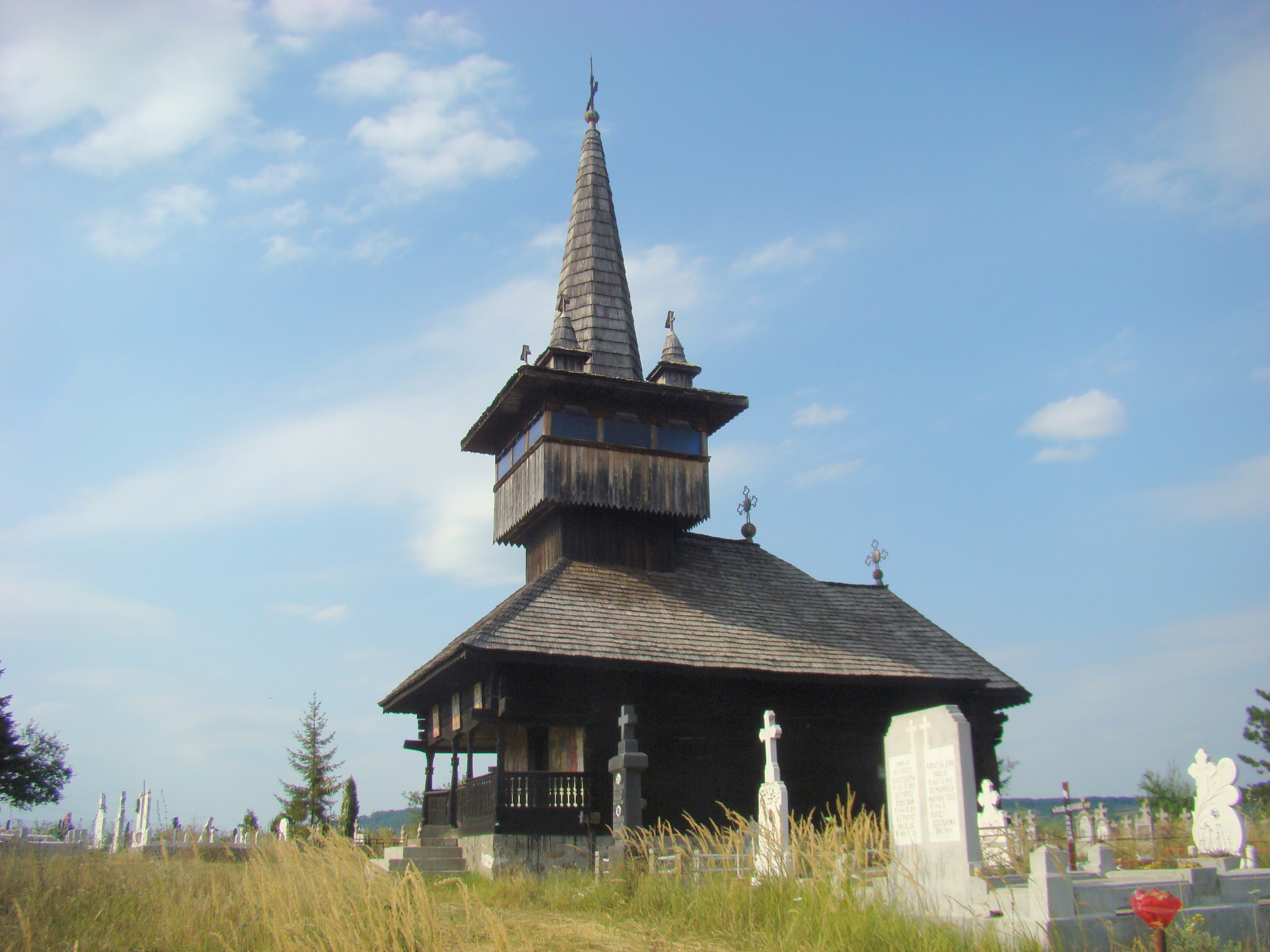
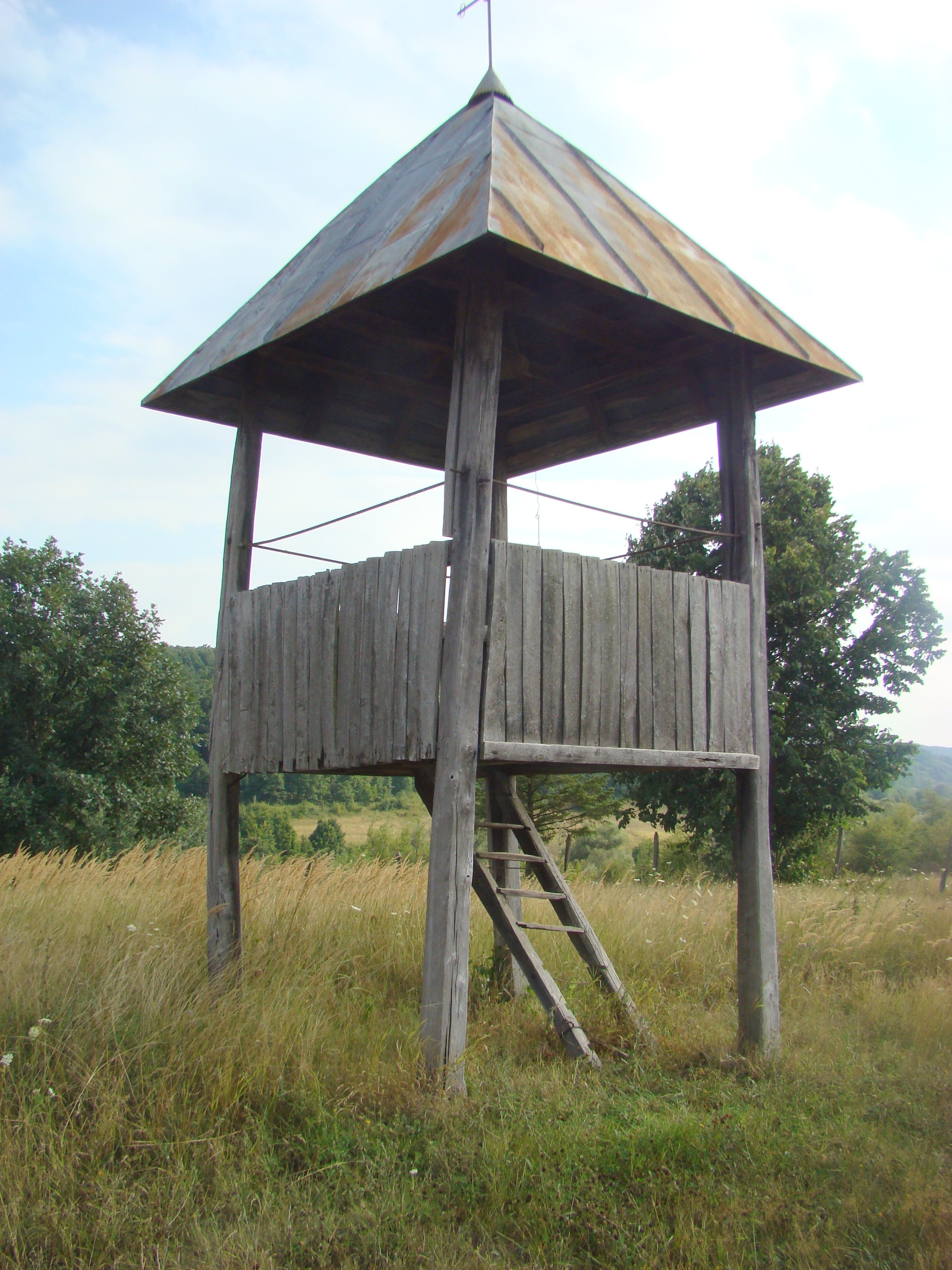
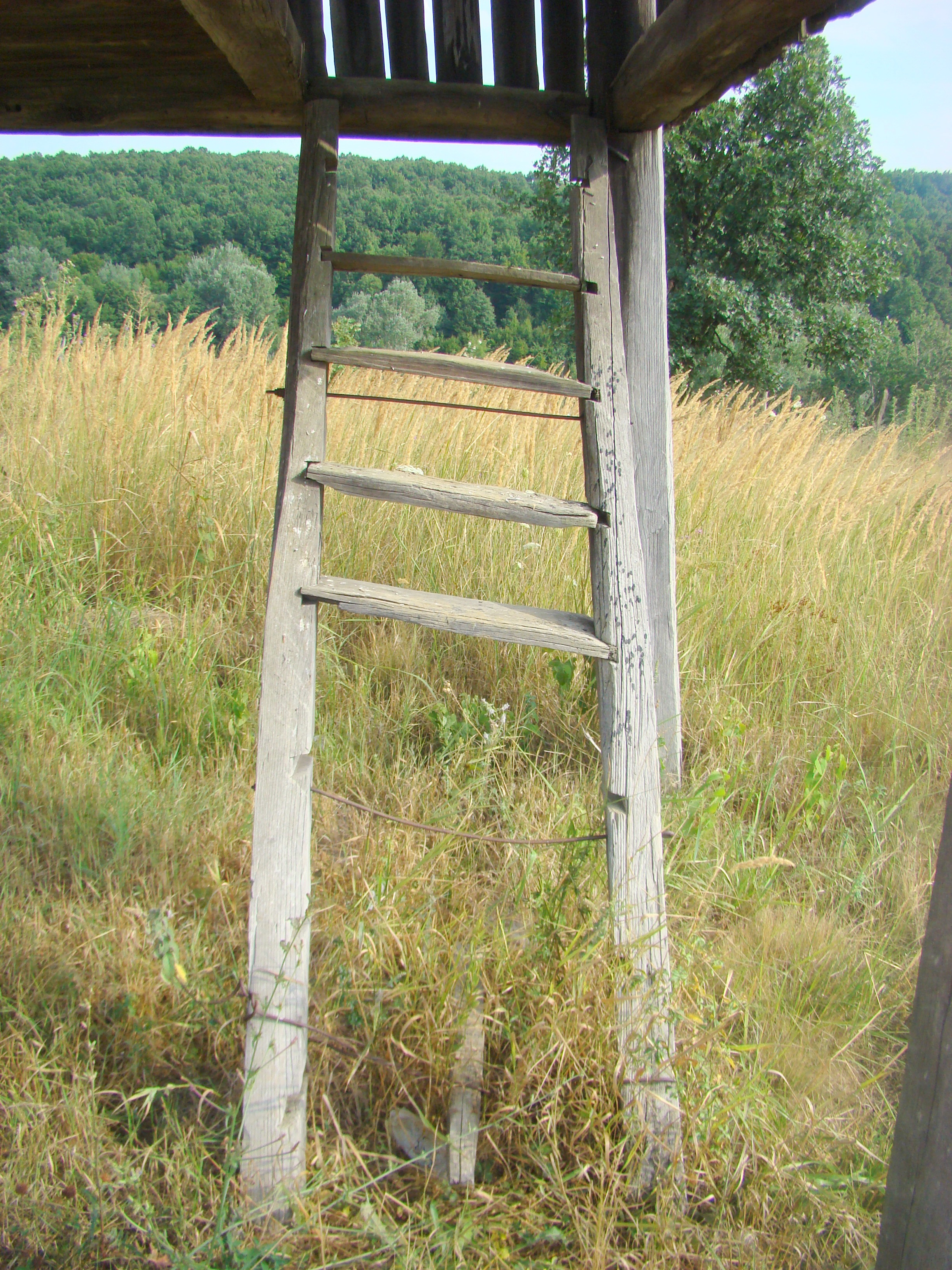
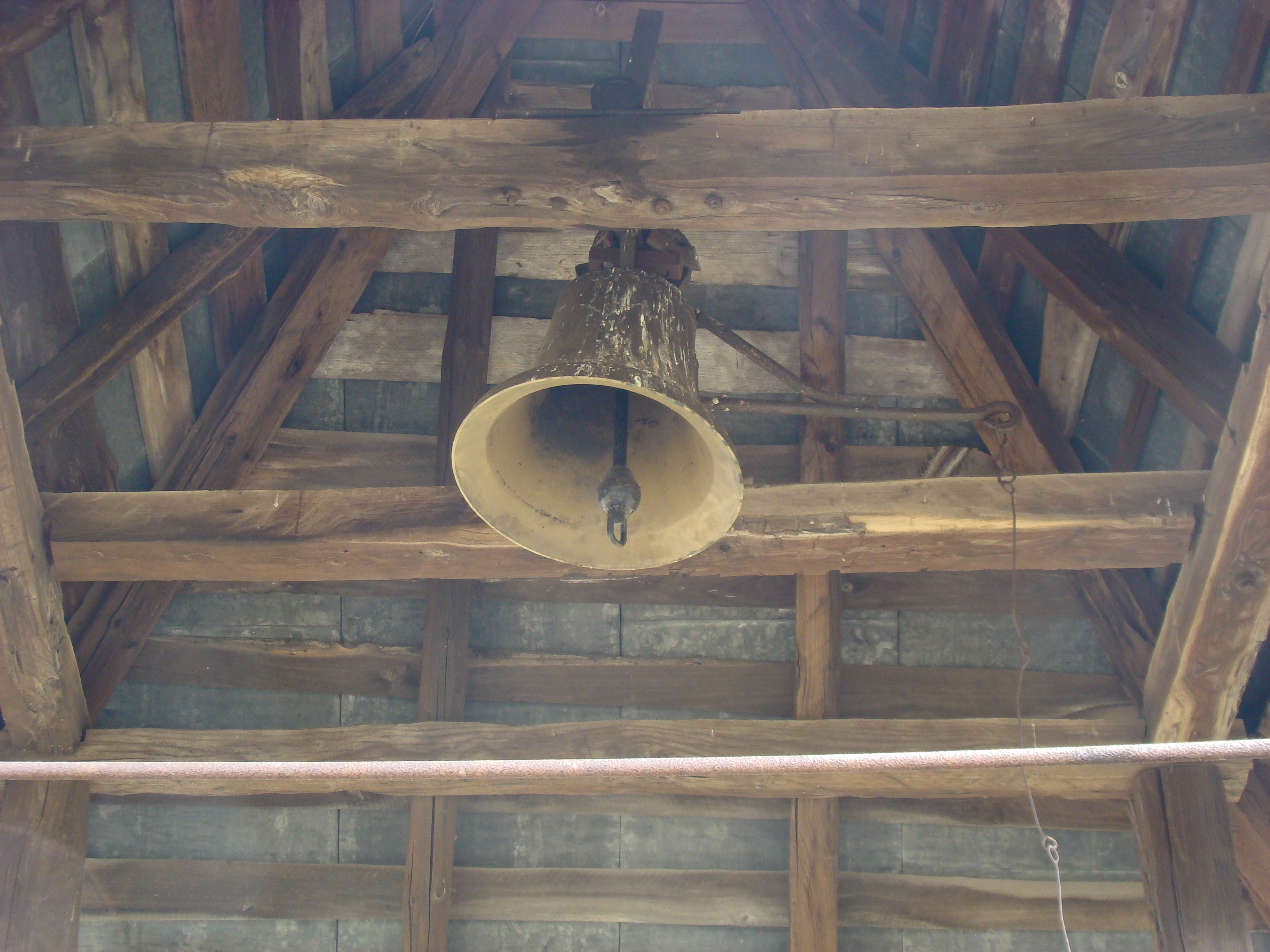
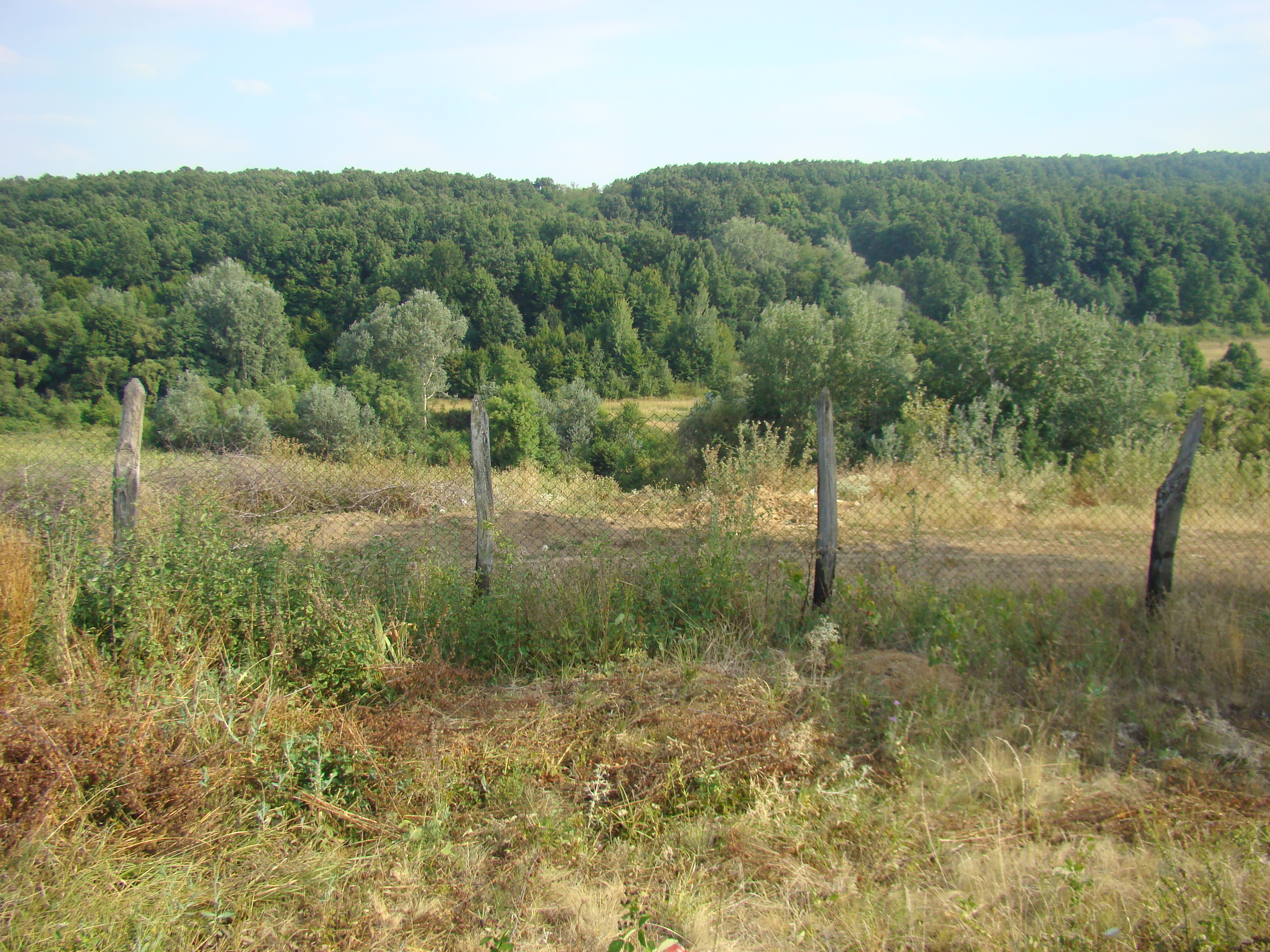